# Agencia de empleo

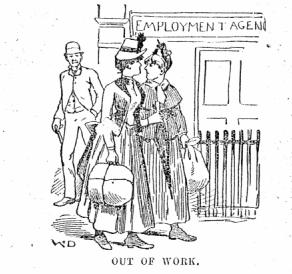
La periodista Nellie Bly investigando las agencias de empleo

Una agencia de empleo, oficina de empleo o agencia de colocación es una organización que intenta casar la demanda de empleo de personas que quieren trabajar con la oferta de empresarios que desean contratar. En otras palabras: busca trabajo a los parados y empleados a los patronos. En los países desarrollados suele haber agencias privadas de empleo (no deben confundirse con las empresas de trabajo temporal, ETT) y oficinas públicas de empleo, a un solo nivel administrativo (por ejemplo nacional) o a varios (nacional, provincial y municipal). Las agencias públicas y privadas no tienen por qué ser rivales, sino que a veces colaboran.

## Agencias públicas de empleo
Una de las referencias más antiguas a una agencia pública de empleo data de 1650, cuando Henry Robinson propuso una "Oficina de Direcciones y Encuentros" que enlazaría a empresarios y trabajadores. El Parlamento británico rehusó la propuesta, pero Robinson abrió un negocio así, aunque no duró mucho.
La idea de crear agencias públicas de empleo como forma de combatir el paro fue finalmente adoptada en los países desarrollados a principios del siglo XX.
En el Reino Unido, la primera bolsa (en el sentido de "punto de intercambio", como la de acciones) de trabajo fue establecida por el reformador social y defensor del empleo Alsager Hay Hill en Londres en 1871. Esto se potenció posteriormente con bolsas oficiales creadas por la Ley de oficina de empleo (Londres) de 1902, que después se amplió a todo el país, un movimiento propiciado por el gobierno liberal a través de la Ley de bolsas de trabajo de 1909. La oficina pública de empleo actual del Reino Unido se llama Jobcentre Plus, la de Francia es Pôle emploi y la de Alemania, el Bundesagentur für Arbeit.
En los Estados Unidos, el New Deal incluía un programa federal de servicios de empleo. La primera pieza de esta legislación fue la Ley Wagner-Peyser de 1933, y más recientemente los servicios de empleo se proporcionan a través de las ventanillas únicas establecidas por la Ley de inversión en mano de obra de 1998.
En Australia, la primera agencia pública de empleo fue constituida en 1946 y se denominó el Servicio de Empleo de la Commonwealth.

## Agencias privadas de empleo
Gabbitas & Thring, la primera agencia privada de empleo conocida después de la mencionada de Robinson, fue fundada en 1873 por John Gabbitas, quien contrató maestros para colegios de pago en Inglaterra. En los Estados Unidos, la primera agencia privada de empleo, Engineering Agency, fue abierta por Fred Winslow en 1893. Posteriormente pasó a formar parte de General Employment Enterprises, que también poseía Businessmen Clearing House (constituida en 1902; una clearing house es una cámara de compensación). Otra de las agencias más antiguas fue desarrollada por Katharine Felton como respuesta a los problemas provocados por el terremoto de San Francisco de 1906 y el incendio que causó.
Muchas agencias privadas de empleo se especializan en una profesión o campo empresarial particular, como contabilidad, asistencia sanitaria,  secretaría o servicio doméstico.
Las agencias privadas de empleo pueden actuar de manera totalmente privada, cobrando honorarios a las empresas que les solicitan empleados, a las personas que quieren encontrar un trabajo —pueden estar en el paro, o tener ya un empleo, pero desean cambiarlo— o a ambas. También pueden ser adjudicatarias de un servicio público de empleo, como sucede en el Reino Unido, y cobrar dinero público en función del número de personas que consiguen sacar del paro.

### Visión de la Organización Internacional del Trabajo
La OIT comenzó con una opinión negativa sobre las agencias privadas de empleo: su primera recomendación al respecto se refería a los honorarios de estas agencias. El motivo de este rechazo era que la persona desempleada se veía en un estado de gran necesidad, y estas agencias agravaban dicho estado al exigirle dinero para buscarle un empleo. La Recomendación sobre desempleo, 1919 (n.º 1), artículo 1 pedía a cada miembro de la OIT que:
tomara medidas para prohibir el establecimiento de agencias de empleo que cobren honorarios o con ánimo de lucro. Donde tales agencias existan ya, se recomienda además que solo se les permita   operar con licencia estatal, y que se tomen todas las medias posibles para abolir tales agencias en cuanto se pueda.
En cambio, la Convención sobre desempleo de 1919, artículo 2, requería la alternativa de:
un sistema de agencias de empleo públicas y gratuitas bajo el control de una autoridad central. Se nombrarán comités, con representantes de empleadores y trabajadores, para aconsejar sobre la administración de estas agencias.
En 1933 la Convención sobre agencias de empleo onerosas [que cobran honorarios] (n.º 34) pedía formalmente su abolición. Solo se eximía a las agencias que estuvieran autorizadas y que tuvieran una tabla de honorarios previamente establecida. En 1949 la OIT formuló una nueva convención (n.º 96). Mantenía estos planteamientos, pero incluía una "claúsula de salida" (opt-out) (artículo 2) para los países miembros que no desearan comprometerse con ellos. Las agencias privadas de empleo cobraban entonces importancia creciente en el mercado de trabajo. Los Estados Unidos no firmaron estas convenciones. La última convención de la OIT al respecto, la Convención de agencias privadas de empleo de 1997 (n.º 181) toma una postura mucho más suave y aboga meramente por el control de estas agencias.
En la mayoría de países estas agencias están reguladas, por ejemplo por la Ley de agencias de empleo de 1973 en el Reino Unido, o por la Arbeitnehmerüberlassungsgesetz (Ley de contratación de empleados) de 1972 en Alemania.

### Diferencia con las ETT
Las agencias privadas de empleo son diferentes de las empresas de trabajo temporal (ETT) en que la relación de la agencia de empleo con el trabajador termina cuando consigue colocarlo en una empresa, mientras que la empresa de trabajo temporal continúa siendo la empleadora del trabajador que ha cedido a otra compañía. En España solo las ETT pueden ceder trabajadores a otra empresa dentro de lo normativamente establecido. Lo contrario supone una cesión ilegal de trabajadores, fuertemente castigada.
Tras la Ley de empresas de trabajo temporal de 1999, una ETT ya no puede quedarse parte del salario de la persona trabajadora que ceda a otra compañía.
Es corriente que un trabajador cedido por una ETT a una empresa acabe siendo contratado por ella. En este caso el efecto de la ETT es igual al de una agencia privada de empleo, pero la ETT se ha encargado del "período de prueba" del trabajador.
De hecho, la patronal que representa los intereses de las ETT, Asempleo, especifica que habla por «las ETT y las agencias de colocación», explicitando así que se trata de dos tipos de empresas diferentes.

### Búsqueda de ejecutivos
Una empresa de búsqueda de ejecutivos (cazatalentos o headhunter, literalmente cazador de cabezas, con una referencia irónica a los jíbaros) se especializa en contratar personal directivo. Normalmente sus candidatos ya trabajan para una compañía, pero desean cambiar de empresa para ascender. El término "empresa de búsqueda de ejecutivos" puede aplicarse a firmas que cobran honorarios a los candidatos (otras veces quienes pagan son las compañías que buscan directivos) y que se especializan en ejecutivos de nivel medio a superior. En los Estados Unidos, algunos estados requieren a las consultoras de búsqueda de trabajo que tengan licencia de agencia privada de empleo.
Algunos intermediarios trabajan por su cuenta, mientras que otros operan a través de una agencia como contactos directos entre los candidatos y las compañías que desean ejecutivos.  

### Agente de ejecutivos
Un agente de ejecutivos (como un agente de artistas o un representante de futbolistas) es una persona o empresa que representa a ejecutivos que buscan puestos sénior de dirección, los cuales a menudo no se anuncian. En el Reino Unido, se anuncian casi todos los puestos hasta 125 000 libras esterlinas (£) (199 000 dólares norteamericanos, $) anuales y el 50 % de las vacantes que pagan entre 125 000 y 150 000 £. Sin embargo solo se anuncia el 5 % de los puestos que pagan más de 150 000 £ (con la excepción del sector público), que frecuentemente son el territorio de los cerca de 4 000 cazatalentos del Reino Unido.  A menudo no se anuncian para mantener la confianza de los accionistas y para superar incertidumbres internas.

### Agencias de recolocación
Un caso particular de agencia privada de empleo es la agencia de recolocación (outplacement): no cobra de una empresa por proporcionarle trabajadores, sino por reubicar en otras compañías a un grupo de trabajadores, normalmente grande, de los que la empresa desea prescindir.